# Maianga
Maianga è una municipalità dell'Angola appartenente alla Provincia di Luanda. Ha 319.056 abitanti (stima del 2006).